# Niels Provoost
Niels Provoost (1992) is een Belgisch skeelerer.

## Levensloop
Hij is aangesloten bij Zwaantjes RC Zandvoorde. In 2014 te Brugge werd hij Belgisch kampioen op de 500 meter.
Op het Europees kampioenschap van 2013 behaalde hij (samen met Tim Sibiet, Jore Van den Berghe en Maarten Swings) zilver op de 3000 meter aflossing op de piste en in 2014 in het Duitse Geisingen goud (samen met Bart Swings, Maarten Swings en Tim Sibiet) in deze discipline. Tevens werd hij er vierde op de 500 meter en vijfde op de 200 meter (beide op de weg), ten slotte won hij er brons op de 500 meter op de piste en (samen met Bart Swings, Maarten Swings en Tim Sibiet) goud op de 5000 meter aflossing op de weg.